# 葛城文子
葛城 文子（かつらぎふみこ、1878年7月29日 - 1945年8月19日）は、日本の女優である。本名は増田 ユキ（ますだ ゆき）である。井上正夫のサイレント映画に、1917年（大正6年）に出演し、「日本の映画女優第一号」と呼ばれた花柳はるみよりも2年早く映画女優となった人物である。

## 人物・来歴
1878年（明治11年）7月29日、東京府東京市芝区（現在の東京都港区芝）に「増田ユキ」として生まれる。父は実業家。
旧制・東京音楽学校（現在の東京藝術大学音楽学部）を卒業する。満27歳を迎える1905年（明治38年）から、文士劇の舞台に上がる。井上正夫の主宰する東京・有楽町の有楽座での女優劇や、井上が製作した連鎖劇等に出演する。
1917年（大正6年）、小林喜三郎の小林商会で、井上が主演・監督する映画『毒草』に出演し、映画界にデビューする。同作は、天活、日活向島撮影所との3社競作で、葛城の演じた「お仙」の役は、天活版では東猛夫、日活向島版では二島竹松が演じていた。当時の映画は、歌舞伎（旧劇）の影響下にあった時代劇も、新派の影響下にあった現代劇も、いずれも男性俳優が務める女形しか出演しておらず、井上の映画も女形を排してはいなかった。新劇運動の流れから、1919年（大正8年）、帰山教正が監督し、花柳はるみが主演した『深山の乙女』まで、女形が混在しない、女優の登場する映画は存在しなかった。

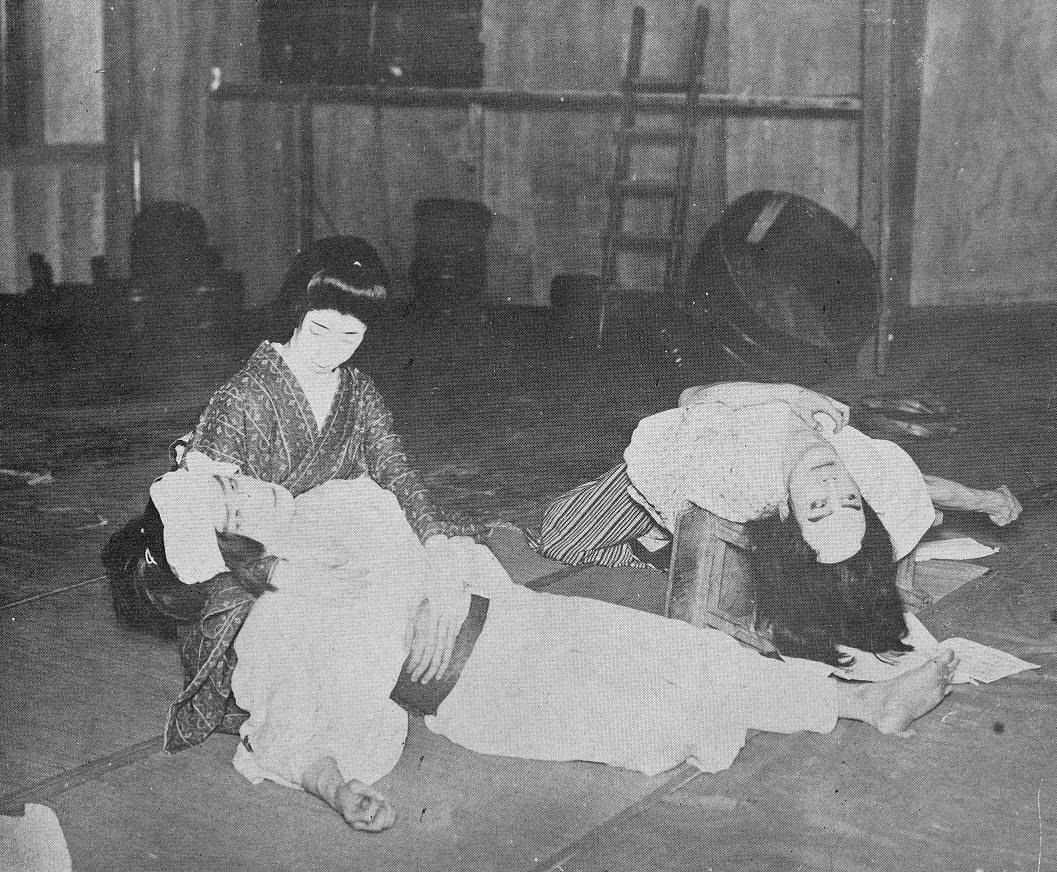
左からおりょう（葛城文子）、坂本龍馬（小川隆）、中岡慎太郎（明石潮）を演じる（1923年観音劇場にて）

1929年（昭和4年）、松竹蒲田撮影所に入社する。翌1930年（昭和5年）2月22日、浅草公園六区の帝国館で公開された、清水宏監督、龍田静枝主演のサイレント映画『紅唇罪あり』に出演した。すでに満51歳となっていた葛城は、同作では、主演の龍田の母親役であった。

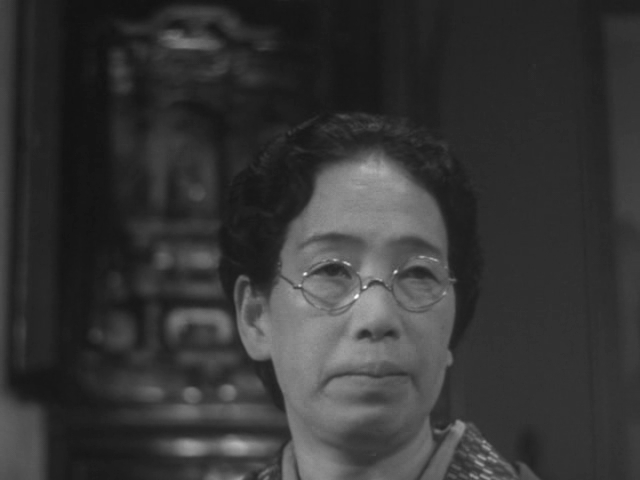
「限りなき鋪道」1934年

1936年（昭和11年）の大船への移転まで、蒲田で多くの淑女･母親役を務めた。大船移転後も同様であるが、1941年（昭和16年）には松竹大船撮影所が中華電影と共同製作した、渋谷実監督の『櫻の國』にも出演した。
第二次世界大戦末期の1945年（昭和20年）にも、佐々木康監督の『乙女のゐる基地』、東宝に移籍していた成瀬巳喜男監督の『三十三間堂通し矢物語』に出演したが、同年8月15日の終戦日の4日後、同年8月19日に逝去。満67歳没。

## フィルモグラフィ

### 小林商会
1917
- 『毒草』 : 監督・主演井上正夫、原作菊池幽芳
- 『此の子の親』 : 監督・主演井上正夫
- 『海底の重罪』 : 監督・主演井上正夫

### 松竹蒲田撮影所
1930年
- 『紅唇罪あり』 : 監督清水宏 - 配役・母
- 『青春譜』 : 監督池田義信
- 『霧の中の曙』 : 監督清水宏 - 配役・母・兼子
- 『若者よなぜ泣くか』 : 監督牛原虚彦 - 配役・淑女
- 『留守中発展』 : 監督野村員彦

1931年
- 『淑女と髯』 : 監督小津安二郎 - 配役・その母
- 『愛よ人類と共にあれ 前篇 日本篇』 : 監督島津保次郎 - 配役・雄の母
- 『愛よ人類と共にあれ 後篇 米国篇』 : 監督島津保次郎 - 配役・雄の母
- 『七つの海 前篇 処女篇』 : 監督清水宏 - 配役・母

1932年
- 『三十二年型恋愛武士道』 : 監督佐々木恒次郎
- 『天国に結ぶ恋』 : 監督五所平之助 - 配役・母志満子
- 『不如帰』 : 監督五所平之助
- 『青春の夢いまいづこ』 : 監督小津安二郎 - 配役・山村男爵夫人
- 『暴風帯』 : 監督清水宏 - 配役・その母
- 『生さぬ仲』 : 監督成瀬巳喜男 - 配役・母 岸代

1933年
- 『琵琶歌』 : 監督野村芳亭
- 『晴曇』 : 監督野村芳亭 - 配役・母およし
- 『天竜下れば』 : 監督野村芳亭 - 配役・長田の母

1934年
- 『玄関番とお嬢さん』 : 監督野村浩将 - 配役・此村の母
- 『婦系図』 : 監督野村芳亭 - 配役・母 きん
- 『冬木心中』 : 監督衣笠貞之助、松竹下加茂撮影所 - 配役・叔母お政
- 『限りなき舗道』 : 監督成瀬巳喜男 - 配役・母
- 『めをと大学』 : 監督井上金太郎、松竹下加茂撮影所
- 『隣の八重ちゃん』 : 監督島津保次郎 - 配役・母・杉子
- 『お小夜恋姿』 : 監督島津保次郎 - 配役・その母歌子
- 『金環蝕』 : 監督清水宏 - 配役・神田の叔母

1935年
- 『くらやみの丑松』 : 監督衣笠貞之助、松竹下加茂撮影所
- 『母の恋文』 : 監督野村浩将 - 配役・その母
- 『輝け少年日本』 : 監督佐々木恒次郎・佐々木康 - 配役・義ちゃん母
- 『春琴抄 お琴と佐助』 : 監督島津保次郎 - 配役・しげ女
- 『永久の愛 前篇』 : 監督池田義信 - 配役・妻お兼
- 『永久の愛 後篇』 : 監督池田義信 - 配役・妻お兼

### 松竹大船撮影所
1937年
- 『婚約三羽烏』 : 監督島津保次郎 - 配役・孫七の妻
- 『人肌観音 第一篇』 : 監督衣笠貞之助、松竹下加茂撮影所 - 配役・おくめ

1938年
- 『螢の光』 : 監督佐々木康 - 配役・母沢子
- 『愛より愛へ』 : 監督島津保次郎 - 配役・茂夫の母
- 『母と子』 : 監督渋谷実 - 配役・工藤夫人
- 『愛染かつら 前篇』 : 監督野村浩将 - 配役・母・清子
- 『愛染かつら 後篇』 : 監督野村浩将 - 配役・母・清子

1939年
- 『お加代の覚悟』 : 監督島津保次郎 - 配役・俊作の母お峰
- 『南風』 : 監督渋谷実 - 配役・為藤の母
- 『侠艶録』 : 監督田中重雄、新興キネマ東京撮影所 - 配役・力枝の継母おらく
- 『続愛染かつら』 : 監督野村浩将 - 配役・母・清子
- 『五人の兄妹』 : 監督吉村公三郎 - 配役・妻お近
- 『日本の妻 前篇 流転篇・後篇 苦闘篇』 : 監督佐々木啓祐
- 『新しき家族』 : 監督渋谷実 - 配役・妻たま
- 『風流深川唄』 : 監督岩田英二、松竹下加茂撮影所
- 『愛染かつら 完結篇』 : 監督野村浩将 - 配役・母・清子
- 『暖流 前篇 啓子の巻』 : 監督吉村公三郎 - 配役・志摩滝子
- 『暖流 後篇 ぎんの巻』 : 監督吉村公三郎 - 配役・志摩滝子
- 『母は強し』 : 監督佐々木啓祐

1940年
- 『私には夫がある』 : 監督清水宏 - 配役・その母
- 『家庭の旗』 : 監督大庭秀雄
- 『絹代の初恋』 : 監督野村浩将 - 配役・その妻
- 『征戦愛馬譜 暁に祈る』 : 監督佐々木康 - 配役・坂田しげ
- 『都会の奔流』 : 監督佐々木啓祐 - 配役・母静子
- 『嘆きの花傘』 : 監督久松静児、新興キネマ東京撮影所 - 配役・子爵夫人

1941年
- 『戸田家の兄妹』 : 監督小津安二郎 - 配役・母
- 『花は偽らず』: 監督大庭秀雄-配役・假名子の母
- 『碑』 : 監督原研吉、松竹下加茂撮影所
- 『北極光』 : 監督田中重雄、新興キネマ東京撮影所 - 配役・松岡由乃（あき子の母）
- 『櫻の國』 : 監督渋谷実、華北電影提携製作 - 配役・新子の母
- 『太陽先生』 : 監督深田修造、新興キネマ東京撮影所 - 配役・万寿子の母松枝

1942年
- 『三人姉妹』 : 監督原研吉
- 『日本の母』 : 監督原研吉
- 『南の風 瑞枝の巻』 : 監督吉村公三郎
- 『鳥居強右衛門』 : 監督内田吐夢、松竹京都撮影所
- 『続南の風』 : 監督吉村公三郎 - 配役・宗像晴乃
- 『或る女』 : 監督渋谷実 - 配役・藤子未亡人
- 『愛国の花』 : 監督佐々木啓祐 - 配役・守山たき

1943年
- 『秘話ノルマントン号事件 仮面の舞踏』 : 監督佐々木啓祐、松竹下加茂撮影所 - 配役・母お常
- 『生きてゐる孫六』 : 監督木下恵介 - 配役・義弘の祖母

1944年
- 『激流』 : 監督家城巳代治 - 配役・牧千代
- 『君こそ次の荒鷲だ』 : 監督穂積利昌 - 配役・間宮生徒の母

1945年
- 『乙女のゐる基地』 : 監督佐々木康 - 配役・ひでの母
- 『三十三間堂通し矢物語』 : 監督成瀬巳喜男、東宝 - 配役・星野の母

## 註
1. 1 2 3 4 5 6 7 8 9 10  『芸能人物事典 明治大正昭和』、日外アソシエーツ、1998年、「葛城文子」の項。
2. ↑  https://lab.ndl.go.jp/dl/book/908783?page=3 『人気役者の戸籍調べ』では、牛込区通寺町生まれとあり
3. ↑  『日本映画発達史 1 活動写真時代』、田中純一郎、中央公論社、1968年、p.273.